# Ezechiel Foxcroft
Ezechiel Foxcroft (1633, Londres - 1676) est un ésotériste anglais qui produit la première traduction des Noces chymiques de Christian Rosenkreutz publiée en 1690.

## Biographie
Il est le fils de l'éminent marchand George Foxcroft et de sa femme, Elizabeth Whichcote , sœur de Benjamin Whichcote et Jeremy Whichcote. Après avoir fréquenté l'école à Eton, il poursuit ensuite ses études au King's College de Cambridge. Il obtient son BA en 1652 lorsqu'il devient membre du Collège, obtenant sa maîtrise en 1656. Il est nommé maître de conférences en mathématiques. Il devient surveillant principal de l'Université de Cambridge en 1673, mais prend sa retraite de ses postes universitaires en 1674.